# Kamienica Na Schodkach w Krakowie
Kamienica Na Schodkach (także Bryknerowska, Fuchsowska, Steinkellera) – zabytkowy budynek znajdujący się w Krakowie, w dzielnicy I przy ul. Szczepańskiej 5, na Starym Mieście.
Pierwszy murowany budynek powstał w tym miejscu prawdopodobnie w drugiej połowie XIV wieku. 
W następnych stuleciach właścicielami kamienic były zamożne rody mieszczańskie i szlacheckie, które nadały jej wygląd okazałej rezydencji.
Zachowały się wczesnorenesansowe portale z początków XVI wieku. W XVII wieku przebudowana przez ówczesnych właścicieli – Bryknerów, w stylu barokowym.
Od 1799 własność P. Steinkellera. Przebudowana w 1823 według projektu W. Hofhauera. Budynek otrzymał dzisiejszą klasycystyczną fasadę i wnętrza. Na frontonie stiukowa alegoria handlu i figura Merkurego.
W XX wieku w kamienicy znajdowała się restauracja Pod Trzema Rybkami.
Od 2006 roku w budynku znajduje się pięciogwiazdkowy Stary Hotel. W tym hotelu zamieszkała piłkarska reprezentacja narodowa Anglii podczas Euro 2012.